# Зейд ибн Хусейн
Принц Зейд ибн Хусейн аль-Хашими (28 февраля 1898 — 18 октября 1970) — член хашимитской династии, глава королевского дома Ирака (1958—1970), дипломат и военный.

## Биография
Единственный сын шерифа Мекки и короля Хиджаза Хусейна ибн Али аль-Хашими от третьей жены Адилей Ханум.
Получил образование в Галатасарайском лицее и Роберт-колледже в Стамбуле, а также в Баллиол-колледже в Оксфорде.
В 1916—1919 годах принц Зейд командовал северной арабской армией, действовавшей против турок-османов. В 1918 году английский офицер Т. Э. Лоуренс предложил Зейду стать королём в части Сирии. После перехода Сирии под мандат Франции принц Зейд ибн Хусейн в 1923 году эмигрировал в Ирак, где поступил на службу в кавалерию и получил чин полковника. Королём Ирака был Фейсал I, старший брат Зейда.
Принц Зейд ибн Хусейн занимал должности иракского посла в Берлине, Анкаре и Лондоне.
14 июля 1958 года произошла иракская революция. Мятежные военные уничтожили всю королевскую семью. Последний иракский король Фейсал II (внучатый племянник Зейда) был смертельно ранен. Была провозглашена Республика Ирак. В это время принц Зейд ибн Хусейн вместе с семьей находился в Лондоне, будучи послом Ирака в Великобритании. С 1958 года Зейд ибн Хусейн стал главой иракского королевского дома в изгнании.
Принц Зейд ибн Хусейн скончался в Париже 18 октября 1970 года и был похоронен в королевском мавзолее в Аммане (Иордания). Его сын Раад ибн Зейд стал новым главой иракского королевского дома.

## Семья
В ноябре 1933 года в Афинах (Греция) принц Зейд ибн Хусейн женился на турецкой художнице Фахронисе Зейд (1901—1991), дочери турецкого дипломата Мехмет Шакир-паши и Саре Исмет-ханым. У них родился единственный сын:
- Принц Раад ибн Зейд (род. 18 февраля 1936, Берлин), женат на шведке Маргарите Инге Элизабет Линд (род. 5 сентября 1942, Арбуга), известной под именем Майды Раад.